# تفاح شرقي
تفاح شرقي أو تفاح القوقاز أو تفاح قوقازي (الاسم العلمي:Malus orientalis) هو نوع من النباتات يتبع جنس التفاح من الفصيلة الوردية.